# Мессель, Меер Абрамович
Меер Абрамович Мессель (18 [31] марта 1893, Петрозаводск — 12 октября 1977, Ленинград) — советский врач, учёный, организатор здравоохранения и общественный деятель, кандидат медицинских наук, Заслуженный врач РСФСР, главный врач станции скорой помощи Ленинграда с 1922 по 1952 год.

## Биография
Родился 18 (31) марта 1893 года в Петрозаводске в многодетной семье. Отец — портной, закройщик, имел собственную портняжную мастерскую. Мать до 1917 года владела шляпным магазином.
М. А. Мессель в 1903 году поступил в Олонецкую губернскую мужскую гимназию в Петрозаводске. По окончании гимназии в 1911 году поступил в Петербургский психоневрологический институт. Оттуда позднее перешёл на медицинский факультет Императорского Юрьевского университета, который окончил с отличием в 1916 году.
По окончании университета был призван в царскую действующую армию младшим врачом 71-го пехотного Белёвского полка. В этой должности пробыл до января 1918 года, когда был зачислен в резерв врачей Петроградского военно-санитарного управления.
С 1918 по 1923 год служил на фронтах Гражданской войны в Красной Армии. Был старшим врачом батальона связи (Мурманский фронт), главным врачом перевязочного отряда 1-й стрелковой дивизии (Мурманский и Финский фронты), 15-й стрелковой дивизии (Южный фронт), начальником 171-го эвакуационного пункта 6-й армии (Южный фронт), начальником санитарной части южной завесы войск ГПУ Карельского района. За работу на фронтах имел отличия.
С 1922 по 1923 год — старший врач 3-го полка ГПУ в Ленинграде. Одновременно в 1922 году был назначен главным врачом скорой помощи Петроградского губздравотдела и по ходатайству последнего откомандирован из Красной Армии в 1923 году.
С 1927 года заведовал по совместительству неотложной медицинской помощью и медицинской помощью на дому в Ленинграде, первой — по 1938 год, второй — по 1932 год.
1 февраля 1932 года в Ленинграде был основан Научно-практический институт скорой помощи, первым директором которого стал М. А. Мессель, а научным руководителем И. И. Джанелидзе. Мессель возглавлял его до 1934 года, оставаясь при этом в должности главного врача скорой помощи Ленгорздравотдела. Под руководством Месселя произошло становление Института как научно-практического учреждения скорой помощи, заложен фундамент для дальнейшего сотрудничества и взаимодействия Института со скорой помощью Ленинграда. С 1938 года по совместительству возглавлял лечебно-профилактическое управление Ленгорздравотдела.
В дни Великой Отечественной войны и блокады Ленинграда М. А. Мессель, помимо руководства скорой помощью Ленинграда, являлся заместителем начальника МСС МПВО. В январе 1942 года был назначен начальником медико-санитарной части «Дороги жизни», с апреля 1942 года — ещё и начальником службы медико-санитарного обеспечения оборонных работ. Его личные заметки времён блокады и сохранённая благодаря ему документация скорой помощи Ленинграда периода Великой Отечественной войны легли в основу экспозиции современного музея Городской станции скорой медицинской помощи Санкт-Петербурга. Инициатором создания музея станции еще в 1933 году выступил Мессель. Считал, что «каждый, кто посвятил себя работе на скорой помощи, должен знать историю её развития».
С 1952 по 1973 год возглавлял подстанцию № 5 станции скорой медицинской помощи Ленинграда.
Заслуженный врач РСФСР (20.02.1943).
Скончался 12 октября 1977 года в Ленинграде.
Похоронен на Серафимовском кладбище Санкт-Петербурга.

## Вклад в медицину
М. А. Мессель впервые в Ленинграде создал пункты неотложной медицинской помощи (в 1927 году). Занимался реорганизацией всей медицинской помощи на дому с образованием и выделением поликлинических участков. Разработал и внедрил штатную структуру скорой медицинской помощи города.
При нём на скорой помощи Ленгубздравотдела в 1931 году была создана первая специализированная бригада скорой медицинской помощи — психиатрическая.
В 1935 году разработал стандартный тип врачебного ящика неотложной медицинской помощи. В том же году участвовал в разработке кузова санитарной машины скорой помощи Ленинграда.
В 1930-х годах провёл анализ работы врача скорой помощи на вызове, измерил хронометраж действий и на основе полученных данных обосновал распорядок рабочего дня и алгоритмы действий врача скорой медицинской помощи (СМП) на вызове, а также среднесуточные нормы загрузки врача СМП и одной единицы медицинского транспорта. Разработанные им показатели и алгоритмы в 1938 году Народный комиссариат здравоохранения СССР принял как стандарты и включил в «Положение о скорой медицинской помощи в СССР».
В 1943 году защитил кандидатскую диссертацию по теме «Основы организации скорой медицинской помощи».
М. А. Мессель — автор более 50 работ, посвященных службе скорой медицинской помощи в СССР, её развитию, проблемам оснащения и организации работы, истории станции скорой помощи Ленинграда.

## Награды
За выдающиеся заслуги в развитии здравоохранения награждён орденами и медалями СССР:
Ордена
- «Знак Почёта» (17.04.1940) — «за успешную работу и проявленную инициативу по укреплений обороноспособности нашей страны»
- «Отечественной войны I степени» (21.05.1945)

Медали
- «За оборону Ленинграда»
- «За доблестный труд в Великой Отечественной войне»
- «В память 250-летия Ленинграда»

## Труды
М. А. Мессель — автор более 50 работ, посвящённых службе скорой медицинской помощи в СССР, её развитию, проблемам оснащения и организации работы, истории Станции скорой помощи Ленинграда. Среди них:
- Мессель М. А. Основные принципы организации и работы скорой помощи и санитарного транспорта. — Л., 1932.
- Мессель М. А. Памятка врачу скорой помощи. — Л., 1939.
- Мессель М. А. Основы организации скорой медицинской помощи. Из опыта работы скорой медицинской помощи Ленинграда. — Л., !945.
- Мессель М. А. Организация работы городской станции скорой медицинской помощи. — Л., 1968.
- Мессель М. А. Неотложная терапевтическая и хирургическая помощь. — Л., 1969.
- Мессель М. А. Неотложная терапевтическая помощь. — Л.: Медицина, 1975.
- Мессель М. А. Травматизм и борьба с ним. — Л., 1961.
- Мессель М. А. Как предупредить отравления. М., Медицина, 1969
- Карасик В. М., Лихачев А. А., Мессель М. А., Тушинский М. Д. Первая помощь при острых отравлениях. — Л., 1939.

Другие научные работы М. А. Месселя в Российской национальной библиотеке:
- Каталог РНБ
- Каталог РНБ
- Каталог РНБ
- Каталог РНБ
- Каталог РНБ